# Codex Guelferbytanus A
- Papyrus
- Onciale
- Minuscules
- Lectionnaire

Le Codex Guelferbytanus A, portant le numéro de référence  Pe ou 024 (Gregory-Aland), est un manuscrit de vélin en écriture grecque onciale. Il contient les quatre Évangiles.

## Description
Le codex se compose de 44 folios, écrites sur deux colonnes parallèles, à 24 lignes par colonne. Les dimensions du manuscrit sont 26.5 x 21.5 cm. Les nomina sacra attesté dans ce fragment sont ΙΣ,  ΧΣ (Christos, Christ), ΚΣ (Kurios, Seigneur) ΘΣ, ΥΣ, ΠΗΡ, ΠΝΑ, ΙΛΗΜ, ΑΝΟΣ, et ΔΑΔ.
Ce manuscrit le texte les quatre Évangiles, avec de nombreuses lacunes. C'est un palimpseste, le 2d texte s'intitule Origines d'Isidore de Séville. 
Les paléographes sont unanimes pour dater ce manuscrit du VIe siècle. 
Contenu
Matthieu 1,11-21 ; 3,13-4,19 ; 10,7-19 ; 10,42-11,11 ; 13,40-50 ; 14,15-15,3.29-39 ;
Marcus 1,2-11 ; 3,5-17 ; 14,13-24.48-61 ; 15,12-37 ;
Luc 1,1-13 ; 2,9-20 ; 6,21-42 ; 7,32-8:2 ; 8,31-50 ; 9,26-36 ; 10,36-11:4 ; 12,34-45 ; 14,14-25 ; 15,13-16,22 ; 18,13-39 ; 20,21-21,3 ; 22,3-16 ; 23,20-33 ; 23,45-24,1 ; 24,14-37 ;
Jean 1,29-40 ; 2,13-25 ; 21,1-11.
Texte
Ce codex est un représentant du type byzantin. Kurt Aland le classe en Catégorie V. 
Lieu de conservation
Il est conservé à la Herzog August Bibliothek (Weissenburg 64) à Wolfenbüttel,.